# يوسابيوس (السفسطائي)
يوسابيوس كان سفسطائيًا ومعلمًا عربيًا في القرن الرابع الميلادي. ومن المعروف أنه كان نشطًا في أنطاكية في عهد الإمبراطور قسطنطين الأول (306-337). وفقًا لـ موسوعة سودا، كان يوسابيوس منافسًا للسفسطائي أولبيانوس، ومن المفترض أنه كان في مدينة أنطاكية. وقد تم في بعض الأحيان الخلط بين يوسابيوس وشخصية أخرى تدعى يوسابيوس بيتاكاس، أسقف إميسا (حمص) حيث كانت تحت حكم عرب شمسيغرام.